# Keratoisis glaesa
Keratoisis glaesa is een zachte koraalsoort uit de familie Isididae. De koraalsoort komt uit het geslacht Keratoisis. Keratoisis glaesa werd in 1976 voor het eerst wetenschappelijk beschreven door Grant. 